# Renate Kern
Renate Kern, Nancy Wood o Nathalie de Navarre, pseudonimo di Renate Poggensee (Tann an der Rhön, 23 gennaio 1945 – Hoyerswege, 18 febbraio 1991), è stata una cantante tedesca, che era dedita principalmente ai generi Schlager, country e chanson  e che ebbe successo soprattutto tra la seconda metà degli anni sessanta e l'inizio degli anni ottanta.
Tra i suoi brani più noti, figurano Alle Blumen brauchen Sonne, Bis morgen, Das macht diese Welt erst richtig schön, Du bist meine Liebe, Du mußt mit den Wimpern klimpern, Geh mit Gott, Imagine That, Kiss and Shake, Laß den dummen Kummer, Laß doch den Sonnenschein, Lieber mal weinen im Glück, Lieber heute geküßt, Traurigsein lohnt sich nicht, Wenn du gehst, ecc.

## Biografia
Renate Poggensee, in seguito nota con il nome d'arte di Renate Kern, nasce a Tann an der Rhön, in Assia, il 23 gennaio 1945, ma cresce a Wildeshausen.
Figlia dello scienziato Karl Poggensee e della pianista Gertrud Poggensee, da bambina prende dalla madre lezioni di piano e chitarra.
In seguito si iscrive al Max-Planck-Gymnasium die Delmenhorst e a 17 anni, dopo aver ascoltato delle stazioni radio nel corso di uno scambio culturale, abbandona l'iniziale sogno di diventare insegnante e decide di diventare una cantante.
Inizia la propria carriera musicale esibendosi dapprima con l'Atlantis Quartett di Wilhelm Klattenhoff e popi con altre formazioni.
In seguito, viene scoperta dal produttore discografico Kai Warner, fratello di James Last, abbandona l'iniziale sogno di diventare insegnante e firmando un contratto con l'etichetta Polydor.
Nel 1965, pubblica per la Polydor i suoi primi singoli Kiss and Shake e Du bist meine Liebe, che raggiungono rispettivamente il 35º e i 39º posto della classifica. Seguiranno i singoli Bis morgen e Laß den dummer Kummer, pubblicati l'anno successivo.
Pubblica in seguito, segnatamente nel 1968, il singolo Lieber mal weinen im Glück, il primo ed unico a raggiungere la Top Ten della classifica.
Raggiunge l'apice della carriera alla fine degli anni sessanta, quando accompagna in tournée James Last.
Nel 1970, partecipa con il brano Alle Blumen brauchen Sonne al Deutscher Schlagerwettbewerb di Magonza, piazzandosi al secondo posto dietro a Howard Carpendale (che ottiene la vittoria con il brano Das schöne Mädchen von Seite 1).
Nel 1973, lascia l'etichetta Polydor e firma un contratto con la BASF Records. Il divorzio dalla Polydor è dovuta alla volontà della cantante di abbandonare il genere Schlager per dedicarsi al genere chanson.
L'anno seguente sposa Klaus-Dieter Hildebrandt, futuro organizzatore della Delmenhorster Stadtfest.
Nel 1976, cambia il proprio nome d'arte in Nathalie de Navarre, con i quale incide anche alcuni brani in francese. Tra questi, figura Quand tu es chez moi, una cover con un nuovo testo del Verde di Guido e Maurizio De Angelis (conosciuti anche come Oliver Onions).
Alla fine degli anni settanta decide di votarsi al genere country e cambia il proprio nome in Nancy Wood, con il quale tenta di conquistare il mercato statunitense. Con il nuovo nome d'arte, incide, tra l'altro, nel 1981 il brano Imagine That, composto dai celebri autori statunitensi Byron Hill e J. Remington Wilde e che rappresenta anche l'unico singolo ad entrare nelle classifiche degli Stati Uniti.
In seguito, nel 1983, pubblica in Germania un doppio LP intitolata Imagine That. L'anno seguente, viene votata dalla rivista olandese Country-Magazine-Gazette come la migliore cantante country europea.
Sofferente di crisi depressive sin dalla fine degli anni ottanta, Renate Kern si toglie la vita a 46 anni il 18 febbraio 1991, impiccandondosi nella sua casa di Hoyerswege (comune di Ganderkesee), in Bassa Sassonia).
È sepolta con il nome da sposata Renate Hildebrandt nel Cimitero Nuovo di Rostock. Sulla sua tomba, campeggia il titolo di una sua canzone, ovvero Alle Blumen brauchen Sonne (che significa "Tutti i fiori hanno bisogno del sole").

## Discografia parziale

### Album
- 1968: Lieber mal weinen im Glück
- 1969: Meine Welt ist schön
- 1972: Ihre schönsten Schlager
- 1973: Renate Kern
- 1973: Nur wer liebt
- 1974: Renate Kern
- 1975: ...und draußen geht immer der Wind
- 1976: Jahr für Jahr
- 1983: Imagine That (come Nancy Wood)
- 1984: On the Road (come Nancy Wood)
- 1985: Loneliness Is Just a Point of View (come Nancy Wood)
- 1987: We Never Give Up, Blue Bayou u.v.a (come Nancy Wood)
- 1987: Alle Blumen brauchen Sonne
- 1989: Meine Lieder - mein Leben
- 1990: Wild Flowers (come Nancy Wood)
- 1990: Lieder der Straße (come Nancy Wood)
- 1992: Stars & Trucks, Folge 11: Asphalt Cowboy - Nancy Wood (raccolta postuma; come Nancy Wood)
- 1993: Tennessee Waltz (raccolta postuma)
- 1997: Du bist meine Liebe (raccolta postuma)
- 1997: Er nahm ein anderes Mädchen (raccolta postuma)
- 2002: Meine schönsten Lieder (raccolta postuma)
- 2002: Best of Nancy Wood  (raccolta postuma; come Nancy Wood)
- 2008: Ihre großen Erfolge - Schlager Juwelen (raccolta postuma)

## Renate Kern nella cultura di massa

### Letteratura
- Alla vita di Renate Kern è dedicato il libro di Wolfgang Milo Singen und Suizid: Aufstieg und Niedergang einer deutschen Sängerin, uscito nel 2006[3]

### Cinematografia
- Nel 1998 esce un film-documentario dedicato alla vita della cantante, prodotto da Michael Loeken ed Ulrike Franke ed intitolato Und vor mir die Sterne - Das Leben der Schlagersängerin Renate Kern[1][3][5]

### Teatro
- Nel 2003, la vita di Renate Kern è presa da spunto da Margit Rogall per la sua opera teatrale Butterfahrt[3]